# Cantagallo
|  | Aquest article tracta sobre el municipi de la província de Salamanc. Vegeu-ne altres significats a «Cantagallo (Cornudella de Montsant)». |

Cantagallo és un municipi de la província de Salamanca a la comunitat autònoma de Castella i Lleó.

## Demografia
| 1991 | 1996 | 2001 | 2004 |
| ---- | ---- | ---- | ---- |
| 287  | 290  | 277  | 257  |